# Бесаль
Бесаль (пол. Biesal, нім. Biessellen) — село в Польщі, у гміні Ґетшвалд Ольштинського повіту Вармінсько-Мазурського воєводства.
Населення — 624 особи (2011).
У 1975-1998 роках село належало до Ольштинського воєводства.

## Демографія
Демографічна структура станом на 31 березня 2011 року:
|          | Загалом | Допрацездатний вік | Працездатний вік | Постпрацездатний вік |
| -------- | ------- | ------------------ | ---------------- | -------------------- |
| Чоловіки | 301     | 67                 | 204              | 30                   |
| Жінки    | 323     | 52                 | 195              | 76                   |
| Разом    | 624     | 119                | 399              | 106                  |